# ریچفیلد (آیداهو)
ریچفیلد(به انگلیسی: Richfield) شهری در شهرستان لینکولن ایالت آیداهو است که جمعیت آن در سرشماری سال ۲۰۱۰ میلادی ۴۸۲ نفر بوده است.

## موقعیت جغرافیایی
موقعیت جغرافیایی شهرها و مناطق اطراف به شرح زیر است: